# 鹿奴藩
鹿奴藩（しかのはん）は、鳥取藩の支藩。鹿野藩、鳥取東館新田藩ともいう。ただし、同地には池田家が転封される以前の領主である亀井家による「鹿野藩」も存在していたため、混同に注意する必要がある。

## 藩史
貞享2年（1685年）に鳥取藩主光仲が新田2万5000石を次男の池田仲澄に与えて新田分知による分家としたのが始まりである。藩庁は江戸時代を通して鳥取に置かれたが、明治元年（1868年）12月10日になってから鹿奴陣屋（鹿野とも表記する。現・鳥取市鹿野）を藩庁としたため、鹿奴藩と呼ばれるようになった。
仲澄時代の晩年である元禄15年（1702年）閏8月7日に5000石を加増されて3万石となるが、これは本藩から蔵米を支給される形であった。藩政の機構は無きに等しく、本藩から派遣された役人が実際の藩行政を行なっていた。鹿奴藩は鳥取池田本家が断絶した際に備えるために設置された形式上の藩であったといってよい。実際、鳥取藩3代藩主池田吉泰と10代藩主池田慶行は鹿奴藩主家（東分知家）からの養子藩主である。
9代藩主仲建が元治元年（1864年）6月27日、鳥取藩主慶徳と京都出兵をめぐって対立し、諫死している。
明治2年（1869年）にみずから廃藩し、鳥取藩に吸収された。藩主家は明治17年（1884年）、子爵となった。

## 歴代鹿奴藩主
外様。2万5000石→3万石。
1. 仲澄
2. 仲央
3. 仲庸
4. 澄延
5. 延俊
6. 澄時
7. 仲雅
8. 仲律
9. 仲建
10. 徳澄